# Bakwa (webzine)
Bakwa est un webzine de critique littéraire et culturelle camerounais basé à Yaoundé, qui couvre les questions culturelles internationales et a un penchant pour la fiction et la non-fiction créative d'écrivains camerounais. Parmi les contributeurs notables figurent : Imbolo Mbue, Kangsen Feka Wakai, Jeremy Klemin, Serubiri Moses, Minna Salami, Jack Little, Emmanuel Iduma (en), Bwesigye bwa Mwesigire (en) et Johnnie MacViban,. Bakwa a été décrit comme "un regard éclectique et intelligent sur les scènes culturelles dynamiques qui échappent souvent aux grands médias occidentaux". 

## Histoire
Fondé au cours du dernier trimestre 2011 (mais opérationnel à partir de 2012) par Dzekashu MacViban, Bakwa est né du besoin de combler la lacune créée par l'absence de magazines littéraires et culturels au Cameroun, notamment le défunt magazine Pala Pala, et il met en lumière une nouvelle Afrique dynamique, souvent ignorée par les médias traditionnels occidentaux.
Au fil des années, Bakwa a pu établir des alliances avec des publications importantes telles que The Guardian (Guardian Africa Network), Chimurenga magazine (en),Kwani? (en), Saraba magazine (en) et The Ofi Press, ce qui a conduit à des collaborations sur divers projets.

## Projets notables
Pour son troisième numéro, en 2012, Bakwa a collaboré avec The Ofi Press, un magazine littéraire en ligne basé au Mexique et édité par Jack Little. The Ofi Press a publié une édition spéciale Afrique de l'Ouest, avec un contenu en anglais et en espagnol, qui se concentrait sur l'Afrique de l'Ouest, tandis que Bakwa, à son tour, a publié une édition spéciale Mexique, axée sur l'art, la culture et la société mexicains, avec la plupart du contenu en anglais et quelques traductions en espagnol. Le projet a été salué par plusieurs revues et médias, notamment par le site Internet Heritage 1960.
En 2015, Bakwa a participé à #100DaysofAfricanReads, un projet de médias sociaux organisé par Angela Wachuka, directrice exécutive de Kwani ? qui consistait en " une série de portraits sur les livres, les écrivains et les lecteurs, sur une période de 100 jours... mettant en lumière le travail d'un auteur africain sur papier et en ligne ". À l'exception d'un extrait du roman d'Awes Osman, Skinless Goat in Somalia, la contribution de Bakwa au projet était constituée d'extraits et de récits d'écrivaines camerounaises. La même année, en réponse à l'épisode des Simpsons "The Princess Guide", Bakwa a réalisé une série en deux parties sur les Simpsons, dans laquelle des blogueurs, des écrivains, des penseurs culturels et des universitaires ont été invités à commenter l'épisode "The Princess Guide". La plupart des réactions ont mis en évidence la médiocrité de la recherche, l'unidimensionnalité des personnages, la difficulté de représenter des Nigérians crédibles et le personnage attachant de l'épisode, la princesse Kemi. Ce projet sur Les Simpsons a ensuite été choisi par la Dead Homer Society, pour la section "lecture du week-end".
En 2016, grâce à un partenariat avec le Goethe-Institut Kamerun et Phoneme Media (en), Bakwa a lancé un concours ponctuel de nouvelles ouvert aux Camerounais de moins de 39 ans, suivi d'un programme d'échange littéraire en 2017, entre écrivains camerounais et nigérians, en partenariat avec Saraba Magazine et le Goethe-Institut au Cameroun et au Nigeria.